# Artothèque

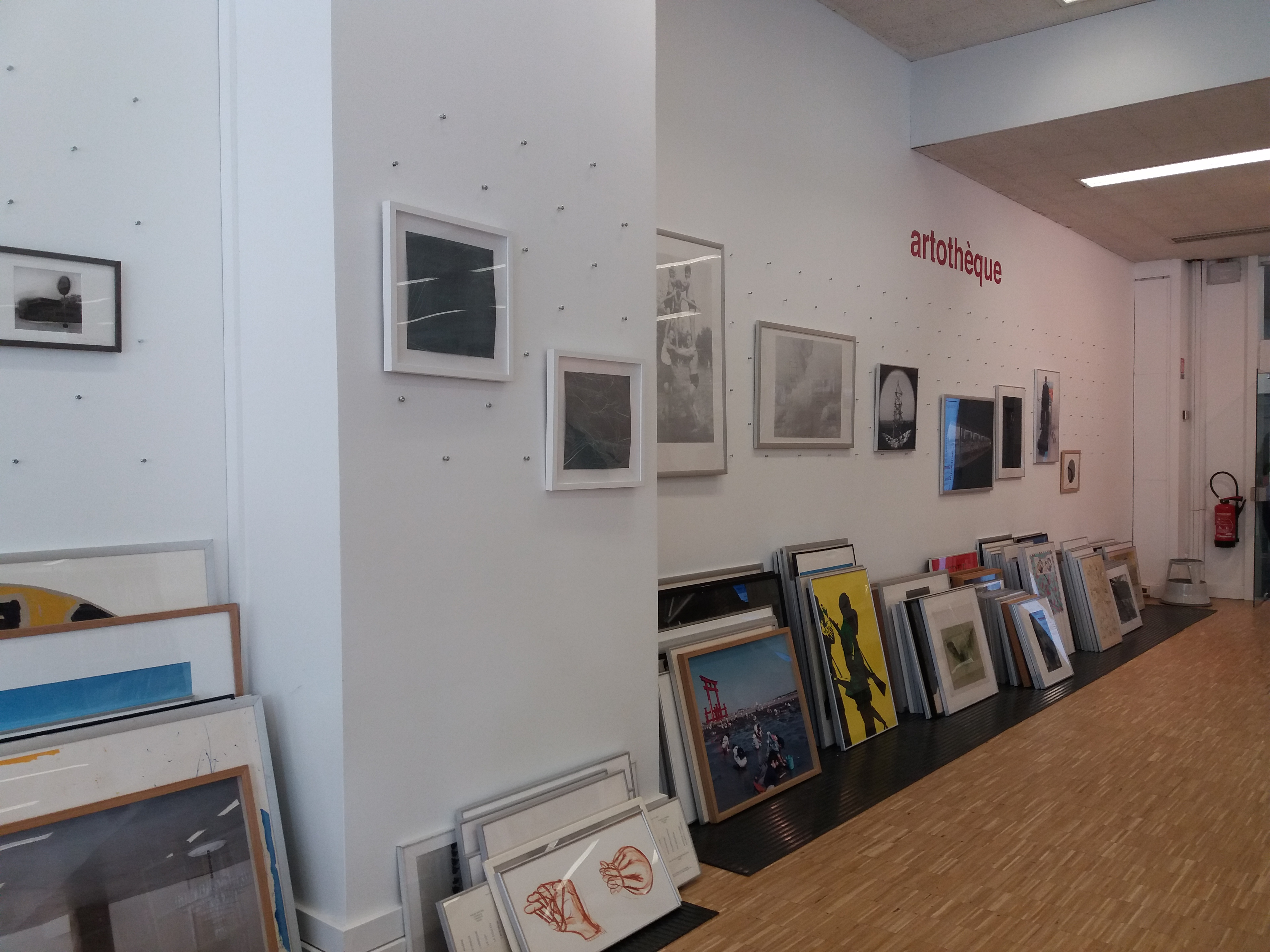
Une artothèque à Lyon.

Une artothèque est une structure de diffusion de l’art contemporain dotée d’une collection d’œuvres d’art originales, enrichie chaque année et prêtée à un large public (particuliers, établissements scolaires, associations, entreprises, collectivités…), à la manière dont une bibliothèque prête des livres et diffuse la lecture.
Elle soutient également les artistes à travers des expositions, des résidences de création, des éditions, etc. L'artothèque est un outil culturel permettant d’offrir une rencontre privilégiée et directe entre une œuvre d’art et des individus, rencontre étayée par un travail de médiation. Cette rencontre avec l'emprunteur se distingue des activités de médiations publiques du fait qu'elle s'opère dans l'espace privé de la personne emprunteuse. En étant confronté à l'oeuvre d'art sélectionnée pendant une période s'étirant sur plusieurs semaines, généralement trois mois, la personne emprunteuse redéfinit son rapport à l'art de façon autonome et s'approprie l'oeuvre.

## Historique
Les artothèques prennent racine à Berlin au début du XXe siècle, à l'initiative d'Arthur Seagal, artiste et graveur d'origine roumaine. Avec son groupe d'avant-garde allemande, ils décident de louer leurs œuvres afin de créer un chemin de traverse permettant la diffusion des œuvres et la visibilité des artistes.
Les artothèques, en France, sont nées d’une volonté politique de diffusion de l’art contemporain en région amorcée par André Malraux. Il inaugure la première artothèque au Havre en 1961 lors de l’ouverture de la maison de la culture. Mais la première artothèque pérenne est celle de Grenoble, inaugurée en 1968 au sein de la bibliothèque publique. Les artothèques telles qu'on les connaît actuellement ont été créées par le ministère de la Culture à partir de 1980.
Visant à développer les pratiques culturelles des Français et à les initier à l’art contemporain, en suscitant notamment chez eux un comportement d’emprunt d’œuvres voire d’achat, le ministère de la Culture de l’époque s’inspire de ce qui existe en Allemagne depuis le début du XXe siècle et se développe dans les pays d’Europe du Nord dans les années 1950 : des galeries de prêt d’œuvres d’art.
Associatives, municipales, départementales ou régionales, les artothèques doivent répondre aux missions définies par la politique socialiste de l’époque à savoir : sensibiliser le public à l’art contemporain et promouvoir l'art contemporain par des actions de médiation, de diffusion et d’aide à la création. Une de ces actions de diffusion est le prêt d’œuvres d’art au public rendu possible par la constitution d’une collection composée le plus souvent d’œuvres originales à caractère multiple parmi lesquelles on retrouve généralement des estampes, des photographies et des sculptures mais également des vidéos et des cd-roms d’artistes.
Au début des années 1980, la constitution de la collection de chaque artothèque est largement conduite par le ministère de la Culture qui contribue à la création de galeries de prêt sous forme de subvention pour la constitution d’un fonds initial d’œuvres d’art contemporain, dont la moitié au minimum est obligatoirement constituée à partir d’une liste fournie par lui, après avis de la commission d’achats du Fonds national d’art contemporain. L’autre moitié du fonds, destinée à la production locale et régionale, est établie sur propositions conjointes des structures bénéficiaires, des collectivités locales et du conseiller artistique régional. Visant l’application de ses directives, le ministère de la Culture met en place une convention type, signée par ses représentants et ceux de l’organisme gestionnaire. En octroyant une aide financière, versée afin de permettre la constitution d’un fonds initial d’œuvres, le ministère tente d'inciter, dès 1981, la création d’artothèques par le biais d’une convention qui engage, à parité, l’État et une structure décentralisée. En contrepartie de cette aide, l’organisme cosignataire doit prendre en charge le fonctionnement de la structure ainsi que l’enrichissement de la collection en y consacrant un budget annuel.

## Singularités des artothèques
Fonds publics destinés à investir l’espace privé, la singularité des collections d’artothèques rend vaine, les concernant, toute tentative de classification habituelle. Singulières collections, en effet, que celles-ci qui, bien que constituées de façon cohérente, ne sont jamais lisibles en tant qu’entités. Singulières encore, ces collections dont la vocation principale est la transmission aux individus, au point que finalement ce sont eux qui les activent, chaque fonds comportant autant de possibles que de parcours d’emprunteurs. Singuliers enfin ces fonds qui constituent un patrimoine actif, circulant et évolutif, participant ainsi à un renouvellement du modèle muséal.
Le travail d’une dimension jusqu’alors non prise en compte par les institutions ou les équipements inventés ces dernières décennies, celle de l’espace privé, conduit les artothèques à occuper une place significative et pertinente dans le paysage institutionnel français de l’art contemporain.
Les artothèques ne font pas toujours parties de bibliothèques et peuvent être installées dans leurs propres locaux ou au sein d’autres institutions tels des établissements culturels comme des musées, des théâtres ou des écoles d’art. Définie comme étant « toute structure qui pratique le prêt d’œuvres d’art » par Meyer, l’artothèque a néanmoins habituellement davantage de succès lorsqu’elle est installée dans une bibliothèque car la dynamique d’emprunt et les politiques et activités liées au traitement et la conservation y sont déjà établies.
Les artothèques peuvent disposer de locaux spécifiques (comme à Caen ou à Angers) ou être abrités par des bibliothèques municipales (comme à Lyon, Villeurbanne ou La Roche-sur-Yon), des musées (comme à Villefranche-sur-Saône) ou d'autres institutions (hôtel de Région à Limoges).
Outre l’attrait de complémenter sa collection d’œuvres d’art par sa collection documentaire, la bibliothèque se distingue des autres lieux hébergeant des artothèques par son public très hétérogène. Compte tenu de la mission de démocratisation de l’art de l’artothèque, la bibliothèque est un milieu idéal car elle offre un premier contact déjà établis avec le grand public et permet de rejoindre celui-ci dans un contexte déjà familier et propice à l’échange.

### Désacralisation de l'oeuvre d'art
Le prêt d’œuvre d’art opère un grand changement dans la relation entre le public et l’œuvre d’art en la désacralisant. Contrairement au musée qui offre une présentation de l’œuvre préétablie, sur un socle ou sous une plaque de plexiglas, l’artothèque offre à l’emprunteur l’opportunité de manipuler l’œuvre, de la placer où il le veut et de la manière qu’il le souhaite dans son espace privé. L’action de toucher l’œuvre est, dans plusieurs cas, une grande étape à franchir. Toutefois, désacraliser l’œuvre d’art ne signifie pas lui retirer sa valeur. Ce n’est pas l’œuvre en tant que telle qui est importante, c’est la relation que l’emprunteur développe avec celle-ci. Cette proximité avec l’œuvre d’art opère en continuité avec la notion d’emprunt de livre et décoince le rapport que les spectateurs auraient avec une œuvre d’art dans un contexte muséal.

## Constitution d'une collection d'oeuvres d'art
Contrairement au personnel travaillant dans un musée d’art ou autre organisme culturel, les membres du personnel travaillant dans une bibliothèque ne sont pas spécifiquement formés à la sélection d’œuvres d’art dans le but d’en concevoir une collection. Deux solutions se dégagent cependant pour y palier : faire appel à des experts externes ou se fier à un cadre de référence élaboré par une autorité gouvernementale. Dans le premier cas, des partenariats avec des institutions culturelles locales permettent des échanges entre les organismes et la complémentarité de leurs collections au niveau local. Dans le second, des cadres de références comprenant des indicateurs et des critères permettant d’orienter la sélection d’œuvre par un personnel non qualifié en la matière mais qui comprend cependant certains inconvénients.
Un cadre de référence utilisé par toutes les artothèques d’un pays ou d’une région augmente sérieusement le risque d’uniformisation des collections de celles-ci, affectant ainsi la variété des œuvres. Par ailleurs, un des outils mis en place par le CNAP (Centre national des Arts Plastiques) dans les années 1970 en France était une liste d’artistes contemporains parmi lesquels choisir des œuvres. Cette liste d’artistes préapprouvés a cependant causé un nouveau problème : la sur-représentation de certains artistes et la sous-représentation de nombreux autres artistes, en l’occurrence, des artistes femmes. Ainsi, parmi les 194 artistes sélectionnés par le CNAP, seulement 15 étaient des femmes. L’institution ou l’autorité qui règlemente les artothèques se doit donc de s’assurer que le cadre de référence qu’elle propose soit représentatif et paritaire en plus de se renouveler fréquemment, au rythme du développement du monde de l’art.
Au niveau de la sélection Sven-Olof Svensson identifie trois critères pour orienter les choix : la quantité, la qualité et le renouvellement des œuvres de la collection et ce, dans le but d’attirer des emprunteurs de façon régulière. La quantité comprend la notion de nombre mais également de variété d’œuvres à choisir. La qualité implique une sélection attentive d’œuvres à proposer à ses emprunteurs afin de contribuer à ce que Svensson désigne comme la « littératie visuelle » ainsi que la promotion de l’éducation artistique du public adulte. Enfin, le renouvellement touche certes l’idée de variété mais se veut surtout être garant de proposer des œuvres actuelles et de remplir sa mission de promotion de l’art contemporain.

## L'ADRA
Née en 1999 pour rompre l’isolement des quelque 40 artothèques implantées en France, l’Association de développement et de recherche sur les artothèques, ADRA, s’est donné pour mission d’étudier toutes les questions relatives à ce qui fonde leur action ; à savoir : la recherche artistique, la diffusion et la médiation, mais aussi la formation du personnel et les problématiques juridiques liées au droit d’auteur. Au-delà de ces objectifs, l’ADRA est un réseau de personnes et de structures, conçu pour porter des projets communs, faire circuler des idées, partager des expériences, valoriser une profession.
Un colloque intitulé « Les artothèques, des outils novateurs au service de l’art et du public » a constitué en octobre 1999 l’acte fondateur de l’ADRA. Il a été l’occasion de mettre au jour le bilan de 20 ans d’action et de dégager des perspectives de développement.

## Liste des artothèques

### En France
L'ADRA a créé une carte du réseau français des artothèques.
| Commune                | Date de fondation | Localisation                                                                                         |
| ---------------------- | ----------------- | --- |
| Angers                 | 1984              | Artothèque d’Angers (située au Repaire Urbain et rattachée aux Musées d'Angers)                      |
| Angoulême              | 1983              | Musée du papier                                                                                      |
| Annecy                 | 1985              | Artothèque - Bibliothèque Bonlieu                                                                    |
| Brest                  | 1983              | Artothèque des beaux-arts de Brest                                                                   |
| Caen                   | 1986              | Artothèque de Caen (palais ducal de l'abbaye aux Hommes)                                             |
| Chambéry               | 1986              | Musée des beaux-arts                                                                                 |
| Châtellerault          |                   | Artothèque Maison Descartes                                                                          |
| Grand Est              | 2001              | Artothèque Grand Est / Plus vite (structure nomade)                                                  |
| Grand-Quevilly         | 2015              | Artothèque de Grand-Quevilly                                                                         |
| Grenoble               | 1976              | Artothèque de la bibliothèque municipale de Grenoble, Bibliothèque d’étude et du patrimoine          |
| Hellemmes              | 2009              | L’inventaire Artothèque Hauts-de-France - Hellemmes / Lille                                          |
| Hennebont              | 1999              | Artothèque d’Hennebont, Artothèque-galerie Pierre Tal Coat, Centre socioculturel Jean Ferrat         |
| La Réunion             | 1991              | Artothèque de La Réunion, Saint-Denis                                                                |
| La Roche-sur-Yon       | 1998              | Médiathèque Benjamin-Rabier                                                                          |
| Lille                  | 2001              | Artothèque Lasécu                                                                                    |
| Limoges                |                   | FRAC-Artothèque Nouvelle-Aquitaine                                                                   |
| Cahors                 | 2002              | Artothèque du Lot                                                                                    |
| Lyon                   | 1996              | Artothèque de Lyon / Bibliothèque municipale de Lyon Part Dieu                                       |
| Marseille              | 1988              | Artothèque Antonin Artaud de Marseille                                                               |
| Morlaix                | 1999              | Artothèque Les moyens du bord, Morlaix                                                               |
| Nantes                 | 2010              | Artdelivery, collection de l'École supérieure des beaux-arts de Nantes Saint-Nazaire                 |
| Nîmes                  | 1989              | Artothèque de Nîmes                                                                                  |
| Miramas                | 1983              | Artothèque intercommunale métropole Aix-Marseille-Provence, territoire Istres-Ouest Provence         |
| Pessac                 | 2002              | Les arts au mur                                                                                      |
| Poitiers               | 1996              | Artothèque de la Médiathèque François-Mitterrand                                                     |
| La Roche-sur-Yon       | 1998              | Artothèque du réseau des Médiathèques de La Roche-sur-Yon Agglomération, Médiathèque Benjamin-Rabier |
| Saint-Fons             | 1986              | Artothèque LE CAP - Centre d’arts plastiques de Saint-Fons                                           |
| Saint-Priest           | 1983              | Artothèque de Saint-Priest                                                                           |
| Strasbourg             | 2010              | Artothèque de la Ville de Strasbourg                                                                 |
| Tergnier               | 2005              | Artothèque de l’Aisne                                                                                |
| Villefranche-sur-Saône | 1984              | Artothèque Villefranche-sur-Saône                                                                    |
| Villeurbanne           | 1988              | Artothèque de Villeurbanne / Maison du livre, de l'image et du son,                                  |
| Vitré                  | 1982              | Artothèque de Vitré Communauté (espace de prêt) - Salle du Temple (espace d'exposition)              |

Les artothèques non membres de l'ADRA :
- Fabas
- Montluçon[20], à la médiathèque Boris Vian
- Mulhouse, musée des beaux-arts
- Nay, la minoterie
- Saint-Cloud, Espace clodoaldien de loisirs et d'animation (ECLA), Le Carré
- Tomblaine[21]
- Communauté de communes Aveyron Bas Ségala Viaur - La Première Artothèque de l'Aveyron[22]

### Hors de France
- Liège, Bibliothèque Chiroux
- Mons, Artothèque de Mons
- Montréal, L'Artothèque
- Valais (Suisse), Médiathèque Valais